# Batalha de Casalecchio
A Batalha de Casalecchio ocorreu em 26 de junho de 1402 próximo de Casalecchio di Reno, perto de Bolonha. Nesta batalha, um exército bolonhês sob o comando de Giovanni I Bentivoglio colidiu com o de Gian Galeazzo Visconti, Duque de Milão e seus aliados, os Malatesta, senhores de Rimini e os Gonzagas, senhores de Mântua. Bolonha, por sua vez, foi ajudada por Florença, numa tentativa comum de deter as ambições territoriais de Visconti.
Gian Galeazzo Visconti tinha muitos senhores feudais italianos em seu exército. Com Facino Cane, Alberico Barbian e Ludovico Gabriotto Cantelli (Ludovico de Parma) (1360 - 1410 aproximadamente), comandou o exército, composto por 2.000 cavaleiros. Cantelli lutou contra Bernardo della Serra e capturou Rigo Galletto, Pietro da Carrara e Brunoro Della Scala, que foram levados para Parma.
Os bolonheses foram derrotados e Giovanni I Bentivoglio foi morto. Gian Galeazzo Visconti conquistou Bolonha e planejou o ataque em Florença. No entanto, ele adoeceu em 10 de agosto de 1402 e morreu em 3 de setembro.